# Platylister cambodjensis
Platylister cambodjensis är en skalbaggsart som först beskrevs av Sylvain Auguste de Marseul 1864.  Platylister cambodjensis ingår i släktet Platylister och familjen stumpbaggar. Inga underarter finns listade i Catalogue of Life.